# Гністан
«Гністан» (швед. Idrottsföreningen Gnistan) — фінський футбольний клуб з міста Гельсінкі, заснований у 1924 році. Клуб грає у Вейккауслізі, найвищому фінському футбольному дивізіоні. «Гністан» проводить свої домашні матчі на стадіоні «Мустапекка Ареена». Клуб базується у районі Оулункюла фінської столиці, який розміщений у північній частині фінської столиці. Клуб зазвичай підтримують шведськомовні вболівальники, хоча його в останні роки підтримують і шведськомовні вболівальники. Клуб був заснований кількома студентами «Svenska Reallyceum» і «Åggelby Svenska Samskola» з Оулункуля в 1924 році. «Гністан» був мультиспортивним клубом і мав кілька спортивних відділів, включаючи лижний спорт, легку атлетику, плавання та песапалло (фінський бейсбол). Футбольний відділ був заснований у 1935 році, коли клуб приєднався до Фінської футбольної асоціації округу Гельсінкі. Пізніше в 1950-х роках у «Гністані» були сильні команди зі спортивного орієнтування, жіночої гімнастики, настільного тенісу та кросу поряд із класичними видами спорту. Наприкінці 1950-х років клуб вирішив розпустити всі інші підрозділи, крім футбольних команд. Коли відділи лижного спорту і легкої атлетики були ліквідовані, клуб призначив Якоба Седермана президентом футбольного клубу. «Гністан» став сильною командою в нижчих лігах столичного регіону, але тривалий час не піднімався до вищого рівня. Після сезону 1994 року команда вперше потрапила до Юккенена. Клуб пробув у другому дивізіоні 4 роки, а потім повернувся до третього дивізіону в 1998 році. Клуб тричі піднімався до Юккенена.

## Попередні роки
«Гністан» провів сім сезонів у Юккенен, другому дивізіоні фінського футболу в 1995–98, 2001–02 та з 2017 до 2023 року. Клуб грав 14 сезонів у Какконен, третьому дивізіоні фінського футболу в 1990, 1994, 1999—2000 та 2003—2016 роках.
У 2002 році клуб ледь не дійшов до півфіналу Кубка Фінляндії, ведучи в рахунку з «Лахті» 2-0 до 90-ї хвилини. Фанат клубу «Лахті» голим вибіг на поле, що спричинило 5 хвилин доданого часу. «Лахті» двічі забив у компенсований час, а в додатковий час встановив остаточний рахунок 2-3.
У сезоні 2016 року клуб виграв свою групу Какконен, і отримав шанс потрапити в Юккенен на наступний сезон. «Гністан» зустрічався з іншим переможцем групи «Мусан Салама» в двоматчевому протистоянні, яке розпочалося на виїзді в Порі. Обидві зустрічі завершилися перемогами господарів з рахунком 1-0, тож переможець двобою визначався в серії пенальті. «Гністан» переміг своїх опонентів з рахунком 4–3 і вийшов до другого рівня фінського футболу, провівши 14 сезонів поспіль у Какконені.
Граючи в другому дивізіоні Юккенен, «Гністан» фінішував другим у сезоні 2023 року, та заробив місце в плей-офф Вейккаусліги, де програв клубу «Марієгамн». Однак пізніше було оголошено, що «Гністан» отримав ліцензію на виступи у Вейккауслізі після того, як клуб «Хонка» оголосив про банкрутство. Сезон Вейккаусліги 2024 року став першим у фінській вищій лізі за всю історію клубу.

## Структура клубу
До складу клубу «Гністан» входять 4 чоловічі команди, 3 ветеранські команди, 2 жіночі команди, 11 команд юнаків і 6 команд дівчат. Також при клубі діє дитяча школа футболу.